# Confine tra Albania e Italia
Il confine tra l'Albania e l'Italia è interamente marittimo. I due paesi hanno siglato un trattato nel 1992 per delimitare un reciproco confine marittimo nella piattaforma continentale.

## Trattato
Il trattato è stato firmato a Tirana il 18 dicembre 1992. Il testo stabilisce il confine nel Canale d'Otranto composto da 16 segmenti marittimi in linea retta definiti da 17 punti di singole coordinate. Il confine rappresenta una linea equidistante approssimativa tra l'Italia e l'Albania. Il punto più settentrionale del confine forma un triplice punto marittimo con il Montenegro; il punto più meridionale forma un triplice confine marittimo con la Grecia. Il trattato consente inoltre che qualsiasi controversia relativa al confine possa essere deferita da uno dei paesi alla Corte internazionale di giustizia se non può essere risolta con mezzi diplomatici entro quattro mesi.
Il nome completo del trattato è "Accordo tra la Repubblica italiana e la Repubblica d'Albania sulla delimitazione della piattaforma continentale propria di ciascuno dei due stati".

## Coordinate
- Punto 1 : 41° 16' 39" 18° 27' 43" ;
- Punto 2 : 41° 11' 37" 18° 32' 34" ;
- Punto 3 : 41° 08' 01" 18° 34' 37" ;
- Punto 4 : 41° 06' 29" 18° 35' 42" ;
- Punto 5 : 40° 55' 03" 18° 39' 31" ;
- Punto 6 : 40° 53' 06" 18° 39' 34" ;
- Punto 7 : 40° 50' 50" 18° 40' 16" ;
- Punto 8 : 40° 43' 59" 18° 42' 40" ;
- Punto 9 : 40° 40' 10" 18° 44' 23" ;
- Punto 10 : 40° 38' 46" 18° 44' 43" ;
- Punto 11 : 40° 35' 38" 18° 45' 35" ;
- Punto 12 : 40° 30' 44" 18° 47' 45" ;
- Punto 13 : 40° 23' 17" 18° 51' 05" ;
- Punto 14 : 40° 21' 30" 18° 51' 35" ;
- Punto 15 : 40° 18' 50" 18° 52' 48" ;
- Punto 16 : 40° 12' 13" 18° 57' 05" ;
- Punto 17 : 40° 07' 55" 18° 58' 38".

I punti 1 e 17 corrispondono rispettivamente ai due triplici confini marittimi con Montenegro e Grecia.